# Spur
Spur – miasto w Stanach Zjednoczonych, w stanie Teksas, w hrabstwie Dickens.